# Retrato de un ángel
Retrato de un ángel es el segundo álbum del cantautor boliviano Raúl Ybarnegaray, editado independientemente en 2004 junto al productor musical Leonardo Vacaflor.

## Lista de canciones
Todas las canciones escritas y compuestas por Raúl Ybarnegaray. 
| N.º | Título                          | Duración |  |
| 1.  | «Mi calle»                      | 4:11     |  |
| 2.  | «Las cosas que son»             | 3:18     |  |
| 3.  | «Del mundo y de ti»             | 2:53     |  |
| 4.  | «Tiempo»                        | 4:42     |  |
| 5.  | «El hombre y los cinco cuervos» | 3:44     |  |
| 6.  | «Sé de una batalla»             | 3:29     |  |
| 7.  | «Canción del día gris»          | 2:44     |  |
| 8.  | «Primera plana»                 | 2:41     |  |
| 9.  | «Cuéntales»                     | 2:29     |  |
| 10. | «Enigmas»                       | 3:05     |  |
| 11. | «Carolina»                      | 4:48     |  |
| 12. | «Esperanza»                     | 3:33     |  |

## Créditos
- Técnico de grabación: Leonardo Vacaflor
- Mezcla y masterización: Leonardo Vacaflor y Raúl Ybarnegaray
- Concepto de arte y diseño: Raúl Ybarnegaray
- Estructuración de portada e interior: Luis Téllez (Artes Gráficas Sagitario)
- Producción y dirección general: Raúl Ybarnegaray
- Grabado en ArtMedia Creative Studios (Cochabamba - Bolivia) en 2004

### Participaciones especiales
- Naira Delgadillo: Voz de recitación en «El hombre y los cinco cuervos»
- Christian Benítez (dúo Negro y Blanco): Voz en «Canción del día gris»
- Raúl Ybarnegaray: Arreglos musicales, armónica, coros, guitarra y voces en todas las canciones.